# 屍控
《80分鐘死亡續播》（別名《錄到鬼2：屍控》）为2007年西班牙恐怖电影《80分鐘死亡直播》的后续电影。由导演兼编剧的豪梅·巴拿蓋魯和帕科·普拉薩打造，两人均为前一部的导演兼编剧。第二代故事紧接着第一代。本剧由西班牙Filmax国际公司出品，保留的一代中“封闭式恐惧元素”，但本作中采用了新的方式使得观众从荧幕中得到恐惧感。

## 剧情介绍
紧接着第一部结尾。一名医疗长官以及特殊部隊携带着摄影机被派遣到被隔离的公寓大楼，来控制局面。在接触了数名感染者之后，一名从疾病控制中心的人用宗教的方法来对抗感染者。出其意料的事，那人的方法奏效了。那个疾病控制中的人原来是教堂派来的牧师，目的是取得第一代中被关阁楼的女孩Medeiros girl的血样。
当一行人来到阁楼之后，他们发现感染者可以通过通风管道随意在公寓内部行动。而此时阁楼的女孩Medeiros girl却哪也找不到。
其中一个隊員Larra爬进了通风管道，并且找到了被关阁楼的女孩Medeiros girl的血样。这时牧师通过另一种宗教的仪式，使得血液與十字架的排斥，来证实那个就是原来阁楼的女孩的血样。士兵见試管也著火立刻丢掉剩余的血样。现在他们必须要重新找尋阁楼女孩的血样。
在以上剧情发生时，另外支线剧情穿插其中。第一代中感染者小女孩珍妮弗的爸爸拿药回来了，但是被拒之门外。他并不知道女儿是感染者，救女心切的他费了九牛二虎之力说服了第一代在公寓大樓外面待命的消防员带他进去。就在警察隔离之前一小会，几个孩子在屋顶鬼混。但警察来隔离时，他们被带离大楼，护送到大街上。可是他们跟著消防員通过排污系统，闯入大楼。其他的警察发现了他们进了排污系统，于是为了防止扩散，警察把他们进入的地方焊接起来。之后那几个孩子遇见了小女孩的爸爸还有消防员。
又死了几个人之后，主线和支线的两组人相汇了。他们之后很快又遇到了第一代最后被拖走的女主播安吉拉·维达尔Angela Vidal。她依然带着她的摄像机，但是她如何存活下来的确是未知数。其中一个小孩被咬了，当大家困住他后，牧师又用了宗教的方法要感染的孩子说出阁楼女孩在哪。感染的小孩说：“她是至高无上的。”牧师揣测认为阁楼的女孩没跑，还在阁楼。一行人把感染的孩子关在房间里，接着向阁楼出发。
当他们又回到了阁楼之后，牧师发现，有些东西必须要关了灯才能发现。于是他们关了灯，打开了夜视仪，发现了一个新的门。他们进入了新的门。房间里没有灯，阁楼的女孩就在里面。经过一番打斗之后，安吉拉用枪爆了阁楼女孩的头。牧师非常生气，因为他需要她。而此时安吉拉想要的只是活着离开这栋大楼。
现在生还者只剩下牧师-记者-士兵。牧师拒绝让他们离开时，安吉拉开始攻击牧师。士兵想劝她停下时，最终被杀了。这时才发现，安吉拉的大脑被阁楼女孩占据着。她告诉牧师：“我其实并不需要你”，之后就灭了牧师。她夺过对讲机，用牧师的声音说道：“我（牧师）已经被感染了，唯一的生还者是她（安吉拉）……”
就在剧终之前，荧幕回到了第一部结尾。安吉拉被拉进了黑暗，之后她设法爬了回摄影机镜头前。此时阁楼女孩一下爬到她身上，把舌头伸进女主播的嘴里。当她完成后，真相大白。原来舌头是个恶心的長形生物，并且钻进安吉拉的身体里。当虫子身体完全进入之后，她邪恶的笑了一笑。此时她听见了特遣任务小组的声音，她躲了起来。此时回到了本剧开头处。

## 演员表
- 奥斯卡·扎夫拉（Óscar Zafra） 饰演 隊長Jefe
- 乔纳森·梅勒（Jonathan Mellor） 饰演 欧文Dr.Owen
- 艾莉尔·卡萨斯（Ariel Casas） 饰演 拉臘因Larra
- 阿莱德罗·卡萨斯卡（Alejandro Casaseca） 饰演 马尔托斯Martos
- 巴勃罗·罗素（Pablo Rosso） 饰演 罗素Rosso
- 曼奴拉·沃拉斯科（Manuela Velasco） 饰演 安琪拉·维达尔
- 费兰·泰拉莎（Ferran Terraza） 饰演 马努Manu
- 杰维尔·伯特（Javier Botet）/ 妮可·芭可萨斯（Nico Baixas） 饰演 梅黛洛斯 Tristana Medeiros
- 安德里亚·罗斯（Andrea Ros） 饰演 麦尔Mire
- 保罗·波什（Pau Poch） 饰演 提托Tito
- 亚历克斯·巴特罗利（Àlex Batllori） 饰演 尤里Uri
- 大卫·卫德（David Vert） 饰演 亚历克斯Álex
- 派普·莫利纳（Pep Molina） 饰演 珍妮佛的父親Padre de Jennifer
- 克劳迪娅·佛兰特（Claudia Font） 饰演 珍妮佛Jennifer
- 马大·卡波纳（Martha Carbonell） 饰演 伊斯基耶多Sra. Izquierdo
- 安拉·伊莎贝尔·委拉兹奎兹（Ana Isabel Velásquez） 饰演 哥倫比亞女孩Chica colombiana

## 制作
继第一部成功之后，琼米·巴拿格鲁和帕科 ·普拉扎合作继续拍摄第二部。本作于2008年11月10日开拍，于12月进行后期剪辑。本作请到了原作的大部分成员。在巴塞罗那进行了为期6周的拍摄工作。 The film reunites the directors with many of the original cast and crew members of the previous film. It was shot in Barcelona over six weeks.

## 发布日期
《死亡录像2》在第六十六届威尼斯国际电影节首次公演。此后在多伦多国际电影节以及其他电影节上公演数次。于2009年10月第一周在西班牙进行公众首映，当周拿到了西班牙票房第一位的好成绩。其它地方陆续发售。

## 后续
2010年5月3日，《錄到鬼3：姻屍錄》宣布开始筹划，依然由前两代的导演琼米·巴拿格鲁和帕科 ·普拉扎分別執導。
現時《錄到鬼3》上映日期為2012年，而《錄到鬼4》上映日期被延遲至2014年。